# Суника
Суника (ср.-греч. Σουνίκας; VI век) — гунн, служивший в византийской армии во время Ирано-византийской войны 526—532 годов.

## Биография
Согласно Захарии Митиленскому, Суника был гунном, бежавшим в Византийскую империю, где он был крещён. К началу правления Юстиниана I в 527 году Суника вместе с Симмасом был военачальником в крепости Дара, защищая её от нападений Сасанидов. В 530 году он упоминался как дукс, хотя неясно, был ли он до того дукой Месопотамии или получил титул только что. В этой должности он участвовал в византийской победе в битве при Даре в июне 530 года, где вместе с Айганом он командовал отрядом гуннов из 600 человек, располагавшимся на левом фланге византийского войска. Во время битвы гунны Суники отразили персидское нападение, а затем были посланы византийским главнокомандующим Велизарием для усиления правого фланг.а Там Суника убил персидского военачальника Баресманеса, а также его знаменосца. После того сасанидские воины начали паническое отступление, закрепив победу Византии.
В следующем году Суника снова служил под командованием Велизария в его новой кампании против Сасанидской Персии. По собственной инициативе он повёл отряд в тыл врага, где пленил многих персов и их арабских союзников, разошедшихся в поисках пищи. Он убил некоторых из них и захватил других для допроса. Однако, поскольку он действовал без приказа, Велисарий строго отчитал его, и только при посредничестве сокомандующего Велизария Гермогена эти двое примирились. В битве при Каллинике 19 апреля 531 года Суника и Симмас были командующими флангами византийской армии. Хотя они отразили несколько атак персов, оставшаяся часть армии была разбита и вынуждена отступить. Суника и его люди, в основном пехота, тем не менее продолжали сражаться, не позволяя сасанидским воинам преследовать побеждённых византийцев. После этого о нём ничего не известно.